# Epidendrum fimbriatum
Epidendrum fimbriatum är en orkidéart som beskrevs av Carl Sigismund Kunth. Epidendrum fimbriatum ingår i släktet Epidendrum och familjen orkidéer. Inga underarter finns listade i Catalogue of Life.

## Bildgalleri

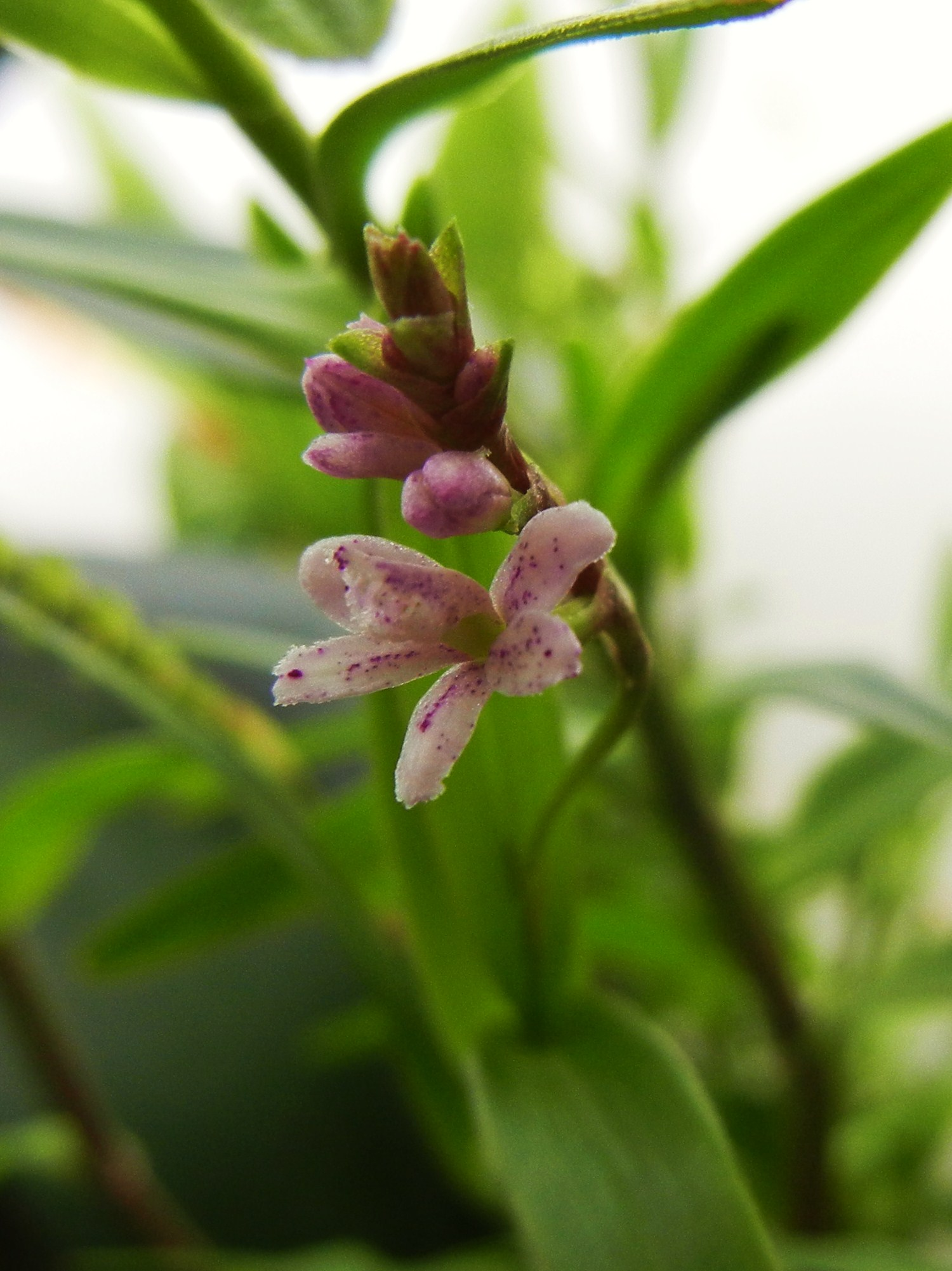